# 拉米夫定/齐多夫定
拉米夫定/齊多夫定（INN:lamivudine/zidovudine），以商品名稱Combivir等於市面上銷售，是一種固定劑量的複方抗反轉錄病毒藥物，用於治療愛滋病。它包含兩種抗反轉錄病毒藥物：拉米夫定和齊多夫定。它通常與其他抗反轉錄病毒藥物一起使用。
給藥方式為每日口服兩次。
個體使用後常見的副作用有頭痛、疲勞、噁心、腹瀉和發燒。嚴重的副作用有骨髓抑制、肌肉損傷、先前感染的B型肝炎惡化、乳酸性酸中毒和肝臟腫大。此藥物是推薦給個體於懷孕期間用作治療的一種藥物，對所懷胎兒似乎無安全上顧慮。這兩種藥物都屬於核苷類反轉錄酶抑制劑 (NRTI) 。它們以阻斷病毒複製所需的酶 - 反轉錄酶的活性而發揮治療作用。
拉米夫定/齊多夫定於1997年在美國獲准用於醫療用途，並於1998年在歐盟獲准用於醫療用途。它已列入世界衛生組織基本藥物標準清單之中。市面上有其通用名藥物（學名藥）販售。

## 醫療用途
此藥物適於與另一種抗反轉錄病毒藥物合併使用，以治療人類免疫缺陷病毒第一型（HIV-1）感染。

### 懷孕期間使用
拉米夫定/齊多夫在美國定被歸類為妊娠C級藥物，表示懷孕期間使用可能對胎兒有潛在風險，但潛在益處會大於風險。然而已有數據支持此組合在懷孕期間使用的安全性，且在懷孕期間使用通常會優於其他固定劑量的複方藥。

## 副作用
拉米夫定/齊多夫最常見的不良反應與其他核苷類NRTI相似，有頭痛、嗜中性白血球低下症、貧血、噁心、嘔吐、肌肉損傷和指甲色素沉著。報告中所列更嚴重且可能危及生命的不良反應有伴有脂肪肝的乳酸中毒，但這種罕見的不良事件主要與齊多夫定有關。[由於拉米夫定在低劑量時也具有抗B型肝炎病毒的作用，因此，同時感染HIV和B型肝炎的患者在服用拉米夫定/齊多夫定時，不應擅自突然停藥。否則可能會因為缺乏對B型肝炎病毒的持續控制而導致肝炎發作。

## 交互作用

### 藥物交互作用
當拉米夫定/齊多夫定與司他夫定或地西他濱同時使用時，它們會在細胞內競爭相同的活化途徑，導致彼此的磷酸化過程受到抑制，進而有降低藥效的可能。此外，拉米夫定/齊多夫定也可能與具有腎毒性或骨髓抑制作用的藥物（例如阿黴素）產生交互作用，而會增加齊多夫定引起的血液學毒性（如血球數量異常）的風險。因此在使用這些藥物組合時，建議監測患者的腎臟功能和進行血液學檢查，用以評估潛在的交互作用。

### 藥物-食物交互作用
於服用藥物，而同時進食不會影響拉米夫定/齊多夫定的生物半衰期。雖然人體吸收速率會因而減緩，但影響在臨床上並不顯著，因此，拉米夫定/齊多夫定可隨餐或是空腹時服用。

## 作用機轉
此複方藥由兩種核苷酸反轉錄酶抑制劑 (NRTIs) 組成。
兩種成分通過競爭性抑制HIV反轉錄酶 (RT) 的活性來發揮抗病毒作用，進而降低體內HIV病毒的載量。這兩種藥物在體內會被宿主細胞的核苷激酶磷酸化，轉化為活性形式的5'-三磷酸鹽。這些活性代謝物作為病毒DNA合成的底物類似物，能夠與正常的核苷三磷酸競爭，並被整合到新生的病毒DNA鏈中。一旦整合，由於其結構的特殊性，會導致病毒DNA鏈的延伸中斷，從而阻止病毒基因組的複製。
使用拉米夫定/齊多夫定的聯合療法被認為具有協同作用，可共同阻止HIV病毒產生突變，而這些突變可能會導致生成藥物抗藥性。

## 藥物動力學
拉米夫定容易被人體吸收，並廣泛分佈於血管外空間。口服給藥的生物利用度大於80%，整體代謝不顯著，約95%的藥物以原形經尿液排泄。在人體內唯一已知的代謝物是反式亞碸。拉米夫定的生物半衰期為10至15小時，且與血漿蛋白的結合率很低。
齊多夫定也容易被人體吸收，並且能穿透到腦脊髓液中。口服給藥的生物利用度為75%，主要在肝臟通過葡萄糖醛酸化代謝。主要的代謝物是GZDV（3'-azido-3'-deoxy-5'-O-β-D-glucopyranuronosylthymidine），這是一種經過首渡效應後產生的無活性代謝物。齊多夫定的生物半衰期為0.5至3小時，且與血漿蛋白的結合率很低。
拉米夫定/齊多夫定並非主要經由細胞色素P450肝酶代謝。

## 歷史
拉米夫定/齊多夫定以商品名稱Combivir於1997年獲得美國食品藥物管理局（FDA）批准，是首個固定劑量的抗HIV複方藥物，因此在HIV治療史上具有重要意義。它迅速成為初治患者的首選RTI，並因其良好的人體耐受性和較低的毒性，被視為治療的黃金標準，讓HIV治療進入一個新的時代。
相較之下，當時單獨使用齊多夫定（AZT）療法常會伴隨令人不適的副作用，而單獨使用司他夫定則容易導致患者出現臉部和脂肪萎縮等明顯的不良反應。Combivir尤其是在副作用方面，展現出明顯的優勢。

## 社會與文化
拉米夫定/齊多夫定已列入世界衛生組織基本藥物清單之中。

## 市售製劑
劑型：口服片劑
1. Combivir：拉米夫定150毫克和齊多夫定300毫克（藥片上有刻痕，於需要時可掰開使用）。由ViiV Healthcare公司（英语：ViiV Healthcare）銷售。
2. 通用名藥物：拉米夫定150毫克和齊多夫定300毫克。